# Ромен Саис
Ромен Ханем Пол Саис (на френски: Romain Ghanem Paul Saïss; на арабски: غانم سايس) е  марокански футболист, играещ като защитник за катарския Ал Садд и националния отбор на Мароко. Участник на Световно първенство по футбол 2018 и Световно първенство по футбол 2022 - (4 място). Участник в Купа на африканските нации 2017, 2019, 2021 и 2023. През 2024 на последния турнир бележи първия гол срещу Танзания за победата с 3:0 в групите.

## Успехи
Улвърхемптън Уондърърс
- Чемпиъншип
  -  Победител (1): 2017/18

 Мароко
- Световно първенство по футбол
  - 4-то място (1): 2022